# Lokalbahn Pöltschach–Gonobitz
| Bahnhof Heiligengeist (vor 1919) |                         |                                |                       |
| Streckenlänge: | 20,964 km               |                                |                       |
| Spurweite: | 760 mm (Bosnische Spur) |                                |                       |
| Maximale Neigung: | 32 ‰                    |                                |                       |
| Minimaler Radius: | 60 m                    |                                |                       |
| Streckengeschwindigkeit: | 25 km/h                 |                                |                       |
| |                         |                                |                       |
| \| \| \| von Wien Südbahnhof \| m ü. A \| \| \| 0,000 \| Poljčane früher Pöltschach \| 263,1 \| \| \| \| nach Trieste Centrale \| \| \| \| 3,700 \| Spodnje Laže (Unter Lasche) \| 267,8 \| \| \| 5,100 \| Zbelovo (Plankensteinberg) \| 267,0 \| \| \| 7,200 \| Sv. Duh/Loče (Heiligengeist) \| 275,2 \| \| \| 10,500 \| Draža vas (Gettersdorf) \| 283,9 \| \| \| 14,800 \| Slovenske Konjice (Gonobitz) \| 326,2 \| \| \| 16,900 \| Gabrovlje (Brühl (Steiermark)) \| 346,6 \| \| \| 18,700 \| Radana vas (Radldorf (St.)) \| 375,1 \| \| \| 20,964 \| Zreče (Rötschach) \| 396,4 \| |                         |                                |                       |
| Strecke |                         | von Wien Südbahnhof            | m ü. A                |
| Bahnhof · Kopfbahnhof Streckenanfang (Strecke außer Betrieb) | 0,000                   | Poljčane früher Pöltschach     | 263,1                 |
| Strecke nach links · Kreuzung geradeaus unten (Strecke geradeaus außer Betrieb) |                         | nach Trieste Centrale          | nach Trieste Centrale |
| Haltepunkt / Haltestelle (Strecke außer Betrieb) | 3,700                   | Spodnje Laže (Unter Lasche)    | 267,8                 |
| Haltepunkt / Haltestelle (Strecke außer Betrieb) | 5,100                   | Zbelovo (Plankensteinberg)     | 267,0                 |
| Haltepunkt / Haltestelle (Strecke außer Betrieb) | 7,200                   | Sv. Duh/Loče (Heiligengeist)   | 275,2                 |
| Haltepunkt / Haltestelle (Strecke außer Betrieb) | 10,500                  | Draža vas (Gettersdorf)        | 283,9                 |
| Bahnhof (Strecke außer Betrieb) | 14,800                  | Slovenske Konjice (Gonobitz)   | 326,2                 |
| Haltepunkt / Haltestelle (Strecke außer Betrieb) | 16,900                  | Gabrovlje (Brühl (Steiermark)) | 346,6                 |
| Haltepunkt / Haltestelle (Strecke außer Betrieb) | 18,700                  | Radana vas (Radldorf (St.))    | 375,1                 |
| Kopfbahnhof Streckenende | 20,964                  | Zreče (Rötschach)              | 396,4                 |

Die Lokalbahn Pöltschach–Gonobitz (auch Gonobitzer Bahn genannt) war eine Schmalspurbahn in der Untersteiermark und wurde durch die Steiermärkischen Landesbahnen erbaut. Sie zweigte in Pöltschach (Poljčane) von der Südbahn (Wien–Triest) ab und führte vorerst nach Gonobitz (Slovenske Konjice). Nach dem Ersten Weltkrieg kam dieses Gebiet zum Staat Jugoslawien und die Strecke wurde 1921 nach Zreče (Rötschach oder Hohlenstein) verlängert. Im Jahr 1970 wurde die Strecke stillgelegt.

## Geschichte

### Österreich-Ungarn
Am 14. Mai 1892 wurde dem Steiermärkischen Landesausschuss die Konzession für die Bahnstrecke von Pöltschach nach Gonobitz durch Veröffentlichung im Reichsgesetzblatt 90/1892 erteilt. Die Bahnstrecke war damit eine der ersten Anlagen der späteren Steiermärkischen Landesbahnen. Dem Konzessionär war die Gründung einer Aktiengesellschaft für den Bahnbetrieb ausdrücklich gestattet, das Land Steiermark machte von diesem Recht aber niemals Gebrauch. Den Betrieb führte die Südbahngesellschaft (SB) auf Rechnung des Eigentümers. Primärer Grund zur Errichtung war der Transport von Holz und Kohle.

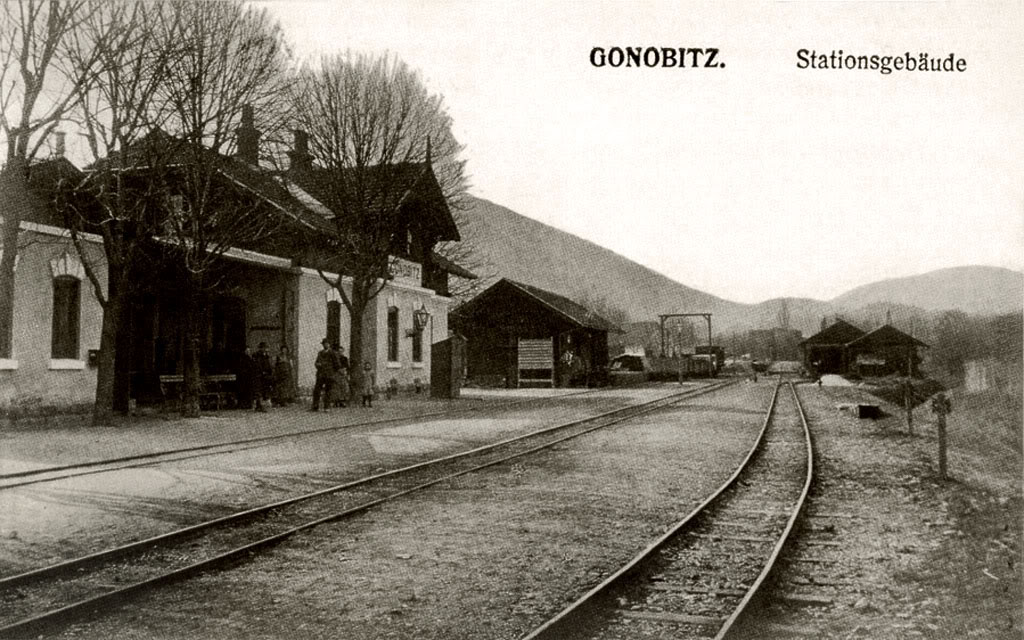
Bahnhof Gonobitz (vor 1919)

Alle Einrichtungen der Bahn inklusive Hochbauten und Fahrbetriebsmittel entsprachen jenen, die für altösterreichische – insbesondere für steirische – Schmalspurbahnen typisch waren.
Im Fahrplan von 1913 werden drei Zugpaare von Pöltschach nach Gonobitz und zurück als „Gemischte Züge“ angegeben, wobei I. und III. Klasse angeboten wurde.
Im Ersten Weltkrieg begann im Jahr 1917 unter der Verwendung von russischen Kriegsgefangenen der Bau der Verlängerung nach Rötschach.

### Zwischenkriegszeit
In Folge des Zerfalls von Österreich-Ungarn lag die Bahnstrecke ab Ende 1918 im neugegründeten SHS-Staat, dem späteren Jugoslawien. Pöltschach wurde in dieser Zeit zu Poljčane, Gonobitz zu Slovenske Konjice. 1921 wurde die Verlängerung der Strecke nach Zreče in Betrieb genommen.
Ab 1919 befand sich die Strecke im Eigentum der Staatsbahnen des SHS-Staates bzw. des Königreiches Jugoslawien und wurde von deren Eisenbahndirektion in Ljubljana administriert.
Durch den Überfall des nationalsozialistischen Deutschland auf Jugoslawien wurde die Region und damit auch die Bahnstrecke Bestandteil des nun dem Deutschen Reich zugeordneten CdZ-Gebietes Untersteiermark. Die Betriebsführung der Bahnstrecke wurde den Steiermärkischen Gaueisenbahnen übergeben. Dabei handelt es sich um die – temporär umbenannte – Landesstelle der Steiermark, die schon vor 1918 Eigentümerin der Strecke gewesen war.

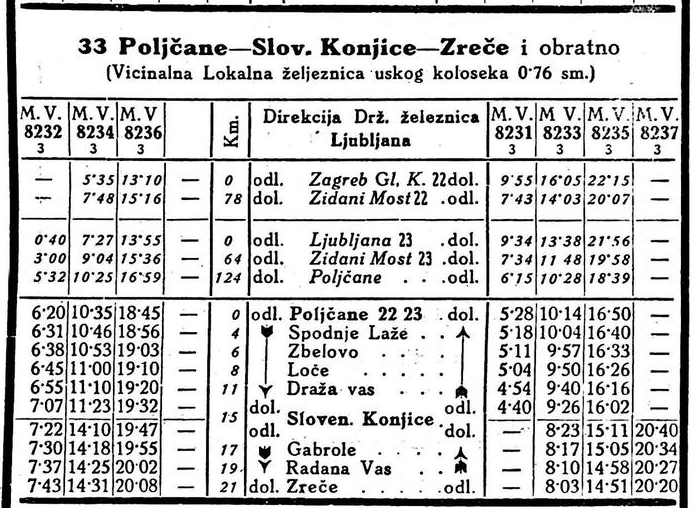
Jugoslawisches Kursbuch, 1933, Fahrplanbild 33

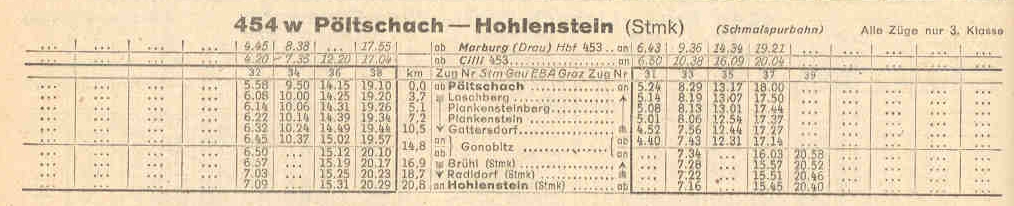
Fahrplan 1944

Das Fahrplanbild 454w im Deutschen Kursbuch 1944/1945 weist drei Zugpaare mit dem Vermerk „Alle Züge nur 3. Klasse“ auf der Gesamtstrecke aus. Die Fahrzeiten betrugen etwa 70 Minuten.
Nach dem Ende des nationalsozialistischen Regimes übernahm Jugoslawien im Jahr 1945 wieder Region und Bahnstrecke. 
Im Jahr 1962 wurde der Personenverkehr mangels Rentabilität eingestellt, im Jahr 1970 endete auch der Güterverkehr. Die Strecke wurde in der Folge abgetragen.

## Fahrzeugeinsatz
Anfangs wurden ausschließlich zweiachsige Lokomotiven und Waggons erworben. Die Beschaffung entsprach weitgehend jener für die Lokalbahn Preding-Wieselsdorf–Stainz.
Eine der erstbeschafften Lokomotiven, die Lokomotive 3 GONOBITZ, ist im Eisenbahnmuseum Ljubljana erhalten. Sie ist baugleich zu drei weiteren von den Steiermärkischen Landesbahnen beschafften Lokomotiven, darunter die Lokomotive 2 STAINZ, die zum Firmensymbol des Modellbahnherstellers LGB wurde, sowie zu den Lokomotiven 1 und 2 der Salzkammergut-Lokalbahn. Beim Modellbahnhersteller Fleischmann wurde das Modell der Lokomotive 3 GONOBITZ vom Modell der Lokomotive 2 Stainz abgeleitet und mit der slowenischen Bezeichnung K3 separat produziert.
In der jugoslawischen Zeit gelangten – wie in Jugoslawien üblich – überwiegend Dampflokomotiven altösterreichischer Herkunft von anderen Schmalspurbahnen auf die Strecke, ergänzt durch Lokomotiven und Waggons anderer Herkunft.

## Erinnerungskultur
Sowohl in Poljčane als auch in Zreče sind komplette Züge als Denkmal aufgestellt. In Zreče ist zudem seit 2020 eine öffentliche Schauanlage mit einigen hundert Meter Gleisanlage für Demonstrationsfahrten im Aufbau.
Die Originallokomotive K3, ehemals GONOBITZ, wird im Eisenbahnmuseum Ljubljana gezeigt.

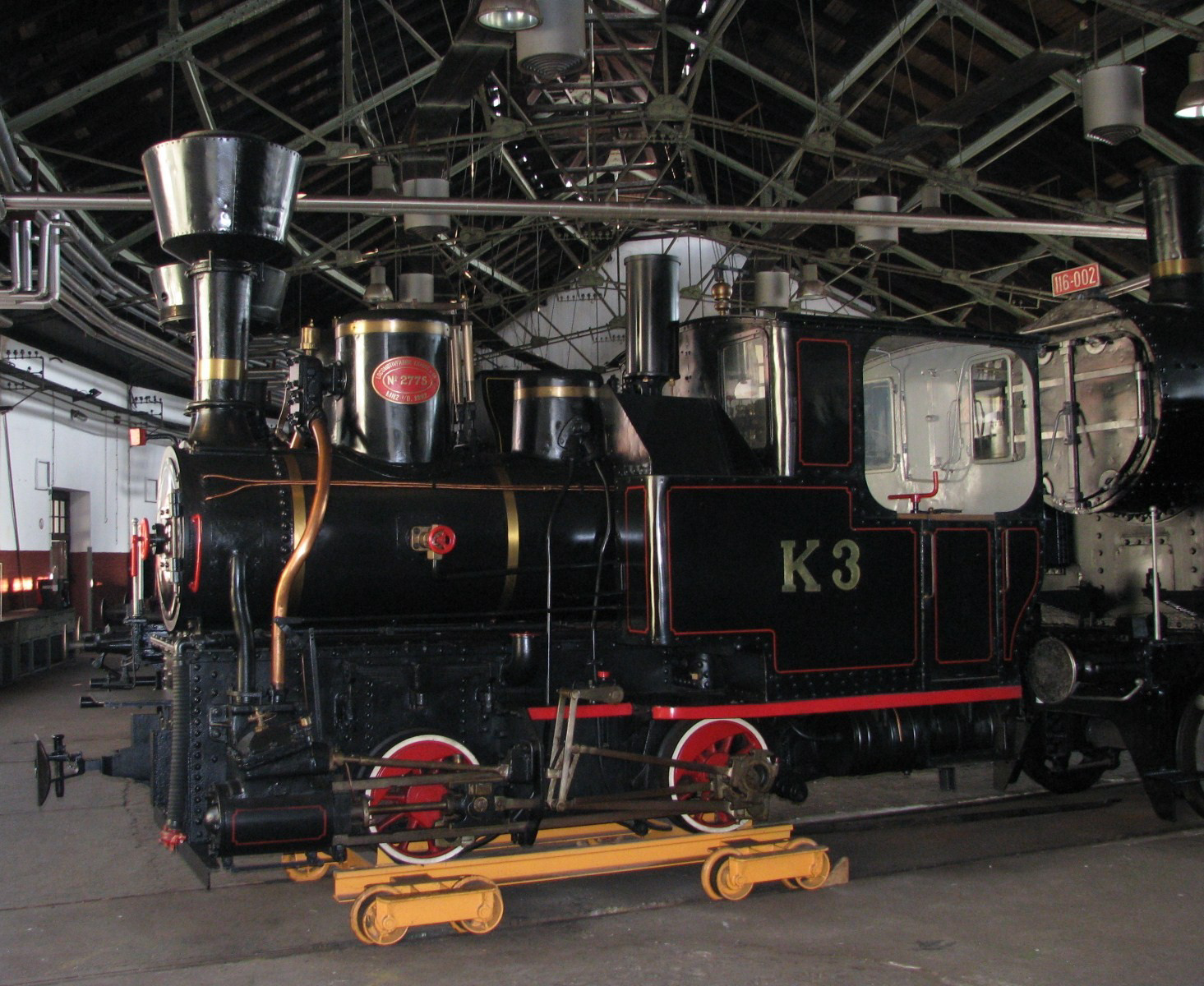
Lokomotive K3, vormals Nr. 3 GONOBITZ im Eisenbahnmuseum Ljubljana
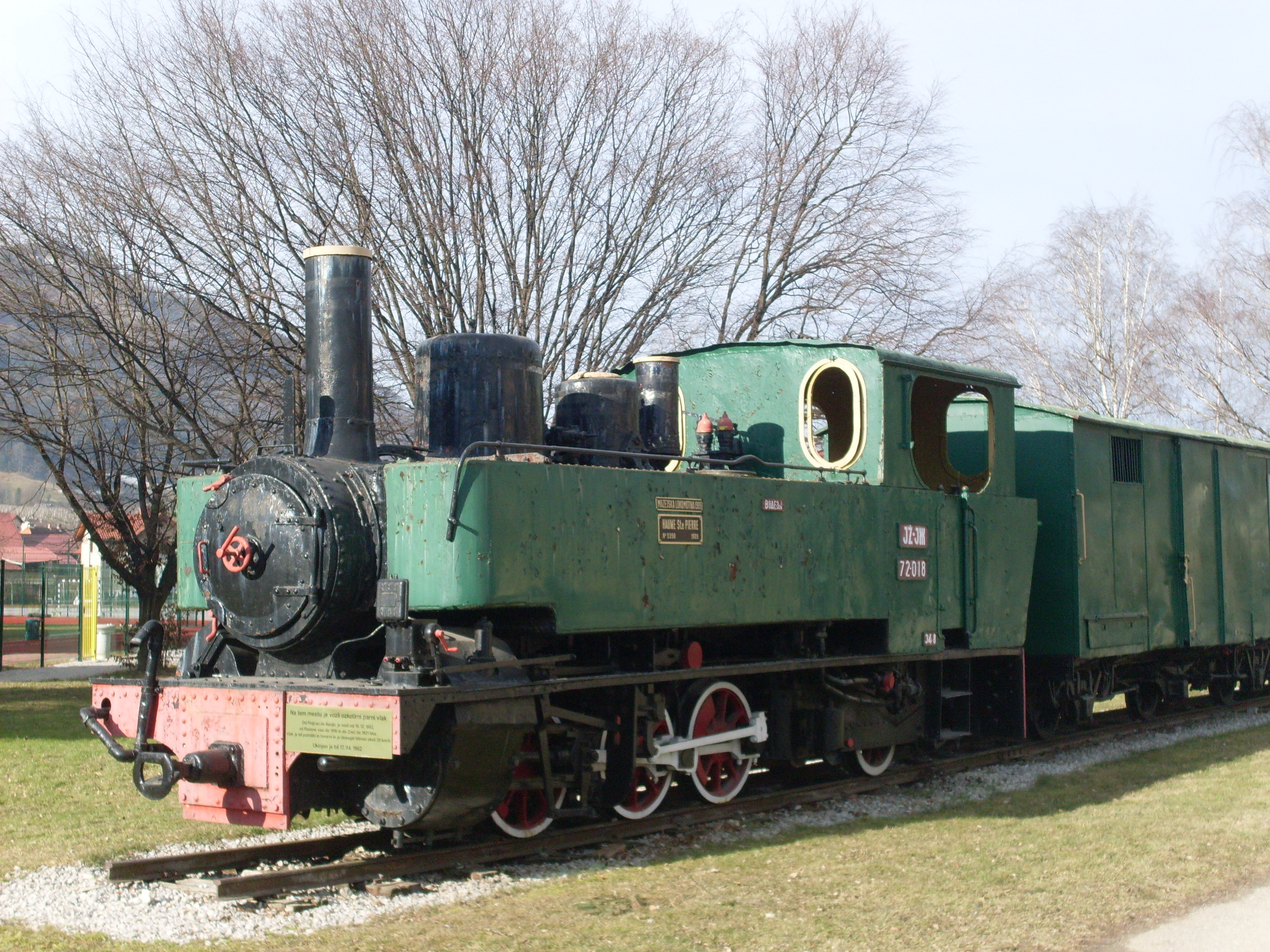
Museumszug in Slovenske Konjice
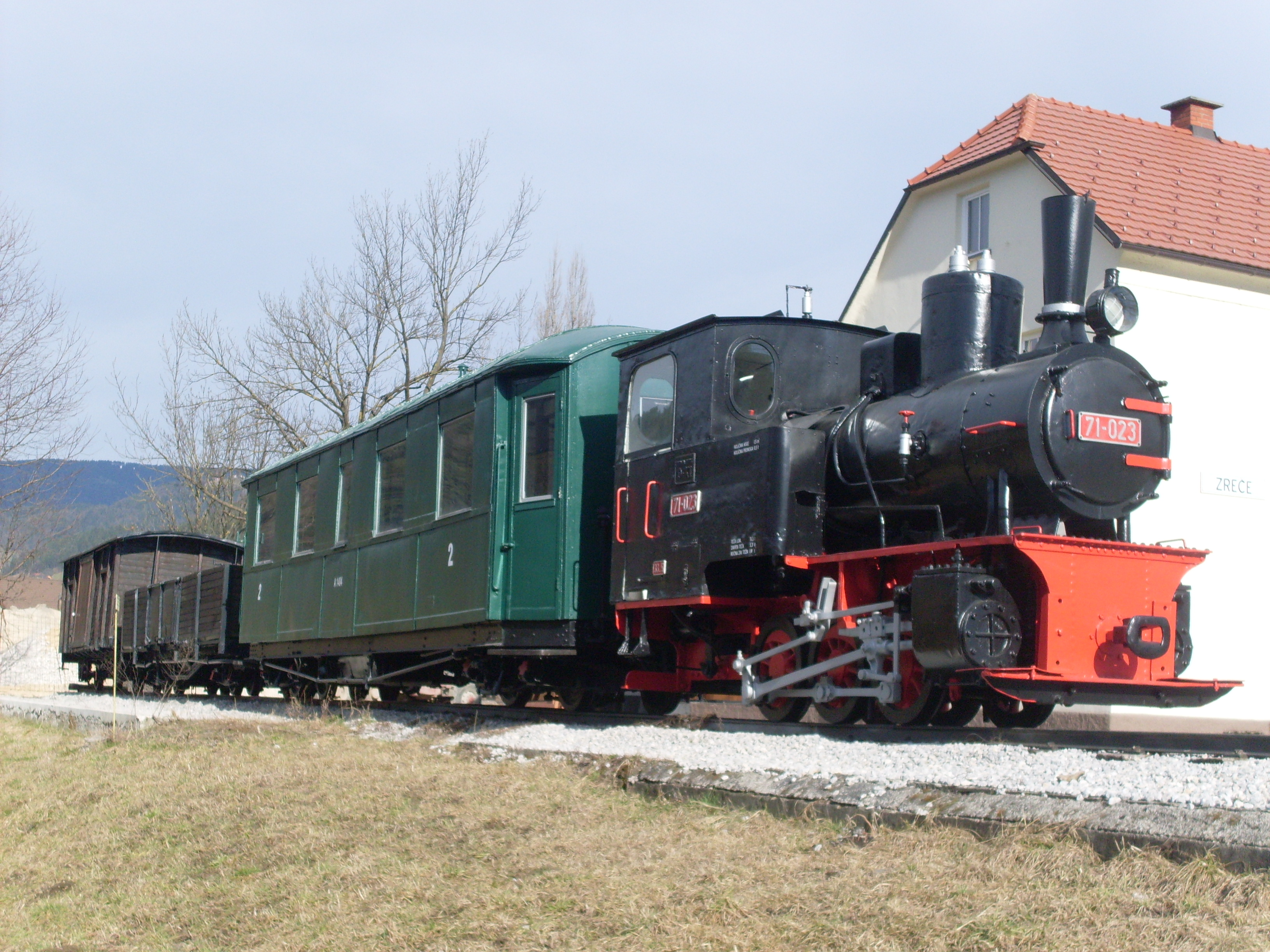
Museumszug in Zreče